# Vogtendorf (Kronach)
Vogtendorf ist ein Gemeindeteil der Kreisstadt Kronach im oberfränkischen Landkreis Kronach in Bayern.

## Geographie
Das Dorf liegt an der Rodach und am Fischbach, der dort als linker Zufluss in die Rodach mündet. Die Kreisstraße KC 12 führt nach Ruppen zur Bundesstraße 173 (0,6 km nordwestlich) bzw. nach Planersgut (1,1 km südlich). Gemeindeverbindungsstraßen verbinden mit Dobrach (1,2 km südwestlich) und Höfles (0,6 km östlich). Ein Anliegerweg führt nach Stüben (0,8 km südwestlich).

## Geschichte
Der Ortsname geht wohl auf den Personennamen Vocco zurück und bedeutet Das Dorf des Vocco. Die Erstnennung war im Jahr 1323 im Bamberger Urbar als „vockedorf“.
Gegen Ende des 18. Jahrhunderts bestand Vogtendorf aus 19 Anwesen (1 Gut, 1 Dreiviertelgut, 7 halbe Güter, 3 Viertelgüter, 2 halbe Viertelgüter, 1 Viertelgütlein, 1 Sölde, 2 Tropfhäuser). Das Hochgericht übte das bambergische Centamt Stadtsteinach aus. Die Dorf- und Gemeindeherrschaft hatte das Vogteiamt Stadtsteinach. Die Pfarrei Stadtsteinach war der Grundherr über die Anwesen. Eine Mahl- und Schneidmühle unterstand der Gemeinde.
Vogtendorf kam durch den Reichsdeputationshauptschluss im Jahr 1803 zum Kurfürstentum Bayern. Mit dem Ersten Gemeindeedikt wurde Vogtendorf dem 1808 gebildeten Steuerdistrikt Unterrodach zugewiesen. Mit dem Zweiten Gemeindeedikt (1818) entstand die Ruralgemeinde Vogtendorf. Sie war in Verwaltung und Gerichtsbarkeit dem Landgericht Kronach zugeordnet und in der Finanzverwaltung dem Rentamt Kronach, 1919 in Finanzamt Kronach umbenannt. Ab 1862 gehörte Vogtendorf zum Bezirksamt Kronach, 1939 in Landkreis Kronach umbenannt. Die Gerichtsbarkeit blieb beim Landgericht Kronach, 1879 in das Amtsgericht Kronach umgewandelt. Die Gemeinde hatte eine Fläche von 2,279 km².
Im Zuge der Gebietsreform in Bayern wurde die Vogtendorf am 1. Juli 1972 in Kronach eingegliedert.

### Baudenkmäler
- Vier Wohnstallhäuser
- Mühle
- Ehemaliges Gemeindehaus
- Ehemaliges Wohnstallhaus

Die folgenden Häuser listete Tilmann Breuer in dem Buch Landkreis Kronach von 1964 mit ihren ursprünglichen Hausnummern auch als Kunstdenkmale auf. Sie sind in der Denkmalschutzliste nicht geführt, da sie entweder nicht aufgenommen, abgerissen oder stark verändert wurden.
- Haus Nr. 2: Zweigeschossiger Wohnstallbau mit Satteldach. Das Erdgeschoss besteht aus Sandsteinquadern mit geohrter und profilierter Haustürrahmung, der Scheitelstein ist mit „Johann Petter Hempfling 1763“ bezeichnet. Das Obergeschoss hat verputztes Fachwerk.[10]
- Haus Nr. 4: Zweigeschossiger Wohnstallbau mit einseitig abgewalmtem Satteldach, der Wohnteil wurde gegen Mitte des 19. Jahrhunderts aus genuteten Sandsteinquadern errichtet; die Achse der Wohnungstür bildet ein flaches Risalit. Der Stallteil im Erdgeschoss ist älter und wurde im Obergeschoss darüber erneuert.[10]
- Haus Nr. 14a: Zweigeschossiger Wohnstallbau mit Walmdach, wohl noch aus dem späten 18. Jahrhundert. Das Erdgeschoss besteht aus Sandsteinquadern, das Obergeschoss ist verschiefert.[10]
- Haus Nr. 14b: Zu Haus Nr. 14a gehörendes, zweigeschossiges Austragshaus mit Satteldach. Das Erdgeschoss besteht aus Sandsteinquadern, der Sturz der Haustür ist mit „17 JEH 94“ bezeichnet.[10]

### Einwohnerentwicklung
| Jahr      | 1818  | 1840   | 1852   | 1855   | 1861   | 1867   | 1871   | 1875   | 1880   | 1885   | 1890   | 1895   | 1900   | 1905   | 1910   | 1919   | 1925   | 1933   | 1939   | 1946   | 1950   | 1952   | 1961  | 1970   | 1987  |
| Einwohner | 130   | 139    | 145    | 152    | 140    | 139    | 155    | 166    | 160    | 170    | 170    | 176    | 187    | 196    | 184    | 210    | 216    | 192    | 175    | 236    | 243    | 239    | 282   | 307    | 294   |
| Häuser    | 17    |        |        |        |        |        | 26     |        |        | 24     | 27     |        | 27     |        |        |        | 29     |        |        |        | 35     |        | 56    |        | 82    |
| Quelle    | [ 8 ] | [ 12 ] | [ 12 ] | [ 12 ] | [ 13 ] | [ 14 ] | [ 15 ] | [ 16 ] | [ 17 ] | [ 18 ] | [ 19 ] | [ 12 ] | [ 20 ] | [ 12 ] | [ 21 ] | [ 12 ] | [ 22 ] | [ 12 ] | [ 12 ] | [ 12 ] | [ 23 ] | [ 12 ] | [ 1 ] | [ 24 ] | [ 2 ] |

## Religion
Vogtendorf ist gemischt konfessionell. Die Protestanten sind nach St. Jakobus in Fischbach gepfarrt, die Katholiken nach St. Johannes der Täufer in Kronach.

## Persönlichkeiten

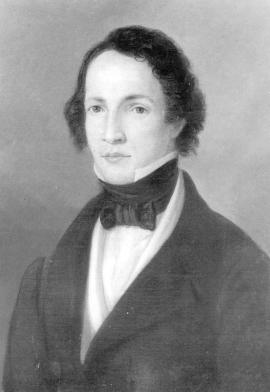
Johann Kaspar Zeuß

In Vogtendorf wurde 1806 der Philologe Johann Kaspar Zeuß als zweiter Sohn der Maurermeisterseheleute Michael Zeuß und Margaretha, geb. Hanna, geboren. 1856 starb er in seinem Geburtsort.